# Литвин-Седой, Михаил Зиновьевич
Михаил Зиновьевич Литви́н-Седо́й (14 ноября 1917, Киев — 10 апреля 1996, Москва) — советский и российский учёный в области механики, в годы Великой Отечественной войны — военный корреспондент ТАСС.

## Биография
Родился в семье Зиновия Яковлевича (Звулона Янкелевича) Литвина (партийный псевдоним Седой, 1879—1947) — революционера, члена РСДРП с 1897 года, в ту пору члена Киевского Совета рабочих депутатов.
Окончил механико-математический факультет МГУ (1941, с отличием). Одногруппником был В. М. Старжинский.
В 1944—1945 годах был корреспондентом ТАСС в Лондоне, военным корреспондентом ТАСС во Франции и Западной Германии.
Кандидат физико-математических наук (1948), диссертация посвящена изучению свойств системы «самолёт-автопилот».

Во время визита в НИИ механики МГУ.
М. З. Литвин-Седой (слева) переводит выступление Ч. Дрейпера (в центре), справа — Г. Г. Чёрный

С 1959 года работал в Институте механики МГУ, старший научный сотрудник.
В 1975—1976 годах преподавал математику в университете города Банги (Центральноафриканская республика).
Доктор физико-математических наук (1977, тема диссертации «Система твёрдых тел как объект управления»).
Подготовил 5 кандидатов наук. Автор и соавтор 60 научных работ. Прочитал ряд специальных курсов по вопросам динамики управляемых движений.

## Научные интересы
Развивал новое научное направление — управление системой связанных твёрдых тел, с приложениями в авиации и космонавтике.

## Монографии
- Гидравлический привод в системах автоматики. М.: Машгиз, 1956.[4]
- Механика (о специальности «механика» на механико-математическом факультете Московского государственного университета, с В. С. Ленским). М.: МГУ, 1962.
- Введение в механику управляемого полета. М.: Высшая школа, 1962.[5]
- Управление космическими кораблями в элементарном изложении. М.: МГУ, 1967.[6]
- Некоторые задачи динамики управляемого твёрдого тела (с И. Т. Борисёнком). М.: МГУ, 1983.